# NGC 2743
NGC 2743 é uma galáxia espiral (Sd) localizada na direcção da constelação de Cancer. Possui uma declinação de +25° 00' 15" e uma ascensão recta de 9 horas, 04 minutos e 54,0 segundos.
A galáxia NGC 2743 foi descoberta em 22 de Fevereiro de 1787 por William Herschel.